# اسکات فیتزجرالد (بازیکن فوتبال، زاده ۱۹۷۹)
اسکات فیتزجرالد (انگلیسی: Scott Fitzgerald؛ زادهٔ ۱۸ نوامبر ۱۹۷۹) بازیکن فوتبال اهل بریتانیا است.
از باشگاه‌هایی که در آن بازی کرده‌است می‌توان به باشگاه فوتبال ویلدستون، باشگاه فوتبال نورتوود، باشگاه فوتبال چالفونت سنت پیتر، باشگاه فوتبال ای‌اف‌سی ویمبلدون، باشگاه فوتبال سوانزی سیتی، باشگاه فوتبال آکسفورد یونایتد، باشگاه فوتبال همل همپستید تاون، باشگاه فوتبال بیزینگ‌استوک تاون، باشگاه فوتبال برنتفورد، باشگاه فوتبال واتفورد، باشگاه فوتبال والسال، باشگاه فوتبال هیز و یدینگ یونایتد، و باشگاه فوتبال لیتون اورینت اشاره کرد.